# Baraniec (Sudety)
Baraniec (720,1 m n.p.m., według starszych pomiarów 720,3 m) – szczyt w Górach Kaczawskich, w południowo-zachodniej Polsce, w Sudetach Zachodnich, w gminie Janowice Wielkie.

## Charakterystyka
Góra położona jest w południowo-środkowej części Gór Kaczawskich, w środkowej części Grzbietu Południowego, około 400 m na południe od szczytu Skopiec, około 2,8 km na południowy zachód od centrum Wojcieszowa.
Jest czwartym pod względem wysokości szczytem szczytem Gór Kaczawskich, po Okolu, Folwarcznej i Skopcu. W przeszłości bywał uznawany za najwyższą kulminację całego pasma górskiego. Wyrasta w środkowej części Grzbietu Południowego, w kształcie słabo zaznaczonej kopuły, z niewyraźnie podkreśloną częścią szczytową i średnio stromymi zboczami. Powierzchnia wierzchowiny jest tak wyrównana, że wierzchołek jest trudno rozpoznawalny w terenie. Od południowego zachodu wzniesienie wydzielone jest Przełęczą Komarnicką, nad którą nieznacznie górując, opada do niej krótkim zboczem. Góra stanowi bliźniaczą kulminację Skopca, położonego po północnej stronie i oddzielonego płytkim siodłem. Wzniesienie budują łupki, marmury (wapienie krystaliczne), diabazy, zieleńce, łupki zieleńcowe z wkładkami keratofirów. Są to skały przeobrażone stanowiące pozostałość po dawnych wylewach wulkanicznych na dnie morza oraz osadach morskich, które w części przyszczytowej tworzą niewielkie skałki i blokowiska skalne.
Szczyt częściowo porasta las mieszany z przewagą świerka a zbocze południowe, oraz częściowo wschodnie i zachodnie, zajmuje las dębowy regla dolnego. Zbocze wschodnie i zachodnie góry, poniżej szczytu częściowo zajmują łąki i pola uprawne.

## Inne
Na wierzchołku położone są widokowe polany oraz maszt nadawczy Muzycznego Radia (105,8 MHz) i nadajnik telefonii komórkowej.